# Anastasios Pantos
Anastasios Pantos (in greco: Αναστάσιος Πάντος; 5 maggio 1976) è un ex calciatore greco, di ruolo difensore.

## Palmarès

### Giocatore

#### Competizioni nazionali
- Campionato greco: 5

Olympiakos: 2004-2005, 2005-2006, 2006-2007, 2007-2008, 2008-2009
- Coppa di Grecia: 4

Olympiakos: 2004-2005, 2005-2006, 2007-2008, 2008-2009
- Supercoppa di Grecia: 1

Olympiakos: 2007